# Darren Robinson
Darren Robinson (10 de junio de 1967 - 10 de diciembre de 1995), más conocido por sus nombres artísticos de Buffy, The Human Beat Box y DJ Doctor Nice, fue un rapero estadounidense. Robinson es muy conocido por ser miembro del grupo The Fat Boys.  El, junto con otros raperos como Doug E. Fresh fue el pionero del beatboxing, una forma vocal utilizada en diversas bandas de rap.
La fama de The Fat Boys declinó después de un escándalo en 1990 cuando Robinson fue acusado de filmar un roadie con sexo de una muchacha de 14 años en una fiesta en el suburbio de Filadelfia. Él acabó liberado después de pagar una fianza de 10.000 dólares. Su elevado peso - 204 kg - contribuyó, de forma directa, para su muerte. Robinson fue diagnosticado con linfedema, y sufrió un ataque cardíaco. 
Además de eso, luchó contra varias gripes. Robinson murió alrededor de las 3 de la madrugada del 10 de diciembre de 1995, a la edad de 28 años.